# Palazzo Orrigoni
Palazzo Orrigoni era un palazzo settecentesco di Milano. Storicamente appartenuto al sestiere di Porta Nuova, si trovava in via San Paolo al civico 9. Danneggiato nel corso dei bombardamenti del 1943, venne demolito definitivamente fra gli anni cinquanta e gli anni sessanta.

## Storia e descrizione
Il palazzo, di origine settecentesca, veniva segnalato al tempo per il bel cortile architravato. Appartenuto ai marchesi Orrigoni, un'antica famiglia milanese, passò nel corso del XIX secolo ai Bragiola. Colpito nel corso dei bombardamenti del 1943, venne demolito solo diversi anni dopo, in concomitanza con l'ampliamento di via San Paolo. Sorgeva davanti a Palazzo Spinola.